# Tanorus mendax
Tanorus mendax là một loài Trichoptera trong họ Hydrobiosidae. Chúng phân bố ở miền Australasia.